# Baicalina
La baicalina (BAI) è un flavone, un tipo di flavonoide, presente in varie specie del genere Scutellaria come ad esempio la Scutellaria baicalensis. La baicalina è il glucuronide della baicaleina.